# Tiatira
Tiatira, avui Akhisar (en llatí Thyateira, en grec antic Θυάτειρα) va ser una ciutat del nord de Lídia a la riba del Licos, a la via cap a Sardes, Turquia, (al sud) i Germa (al nord). Anteriorment s'havia anomenat Pelopeia, Euhippa i Semiramis.
Originàriament sembla que era una ciutat de Mísia però res se sap de la seva història i probablement no va ser fundada pels grecs.
Estrabó diu que era una colònia macedònica però probablement només es refereix al domini macedoni que la ciutat va sofrir al segle iv aC. Seleuc I Nicàtor la va rebatejar amb el nom de Tiatira o Tigatira quan va saber que havia tingut una filla (en grec Θυγάτηρ thigater). Amb Antíoc II Theós va incrementar la seva importància. Antíoc III el Gran era acampat prop de la ciutat quan els romans comandats per Luci Corneli Escipió van desembarcar a Àsia en l'anomenada Guerra Romano-Síria, i llavors es va retirar a Magnèsia del Sipilos, diu Titus Livi. Després de la derrota del rei selèucida la ciutat es va rendir als romans que la van cedir a Pèrgam. Va existir sota domini romà i al final de l'imperi encara era una ciutat important.
En època cristiana Tiatira és anomenada com una de les set Esglésies de l'Apocalipsi. Als Fets dels Apòstols es fa esment d'una dona anomenada Lídia, venedora de porpra de Tiatera, i en un període posterior va ser la seu d'un bisbat (segle iv).
Els otomans, quan s'hi varen establir, la van anomenar Ak-Hissar que encara és el seu nom actual. A part d'algun fragments de pilars, no queden restes de l'antiga ciutat.